# Cătălin Cîrjan
Cătălin Ionuț Cîrjan (Domnești, 1º dicembre 2002) è un calciatore rumeno, centrocampista della Dinamo Bucarest.

## Carriera
Inizia a giocare a calcio nelle giovanili del Viitorul Domnești. Nel 2019 si trasferisce all'Arsenal, che lo aggrega alla formazione Under-18. Il 23 giugno 2023 passa in prestito al Rapid Bucarest, nella massima serie rumena. Il 13 giugno 2024 firma un triennale con la Dinamo Bucarest.

## Statistiche

### Presenze e reti nei club
Statistiche aggiornate al 27 settembre 2024.
| Stagione            | Squadra             | Campionato          | Campionato | Campionato | Coppe nazionali | Coppe nazionali | Coppe nazionali | Coppe continentali | Coppe continentali | Coppe continentali | Altre coppe | Altre coppe | Altre coppe | Totale | Totale |
| Stagione            | Squadra             | Comp                | Pres       | Reti       | Comp            | Pres            | Reti            | Comp               | Pres               | Reti               | Comp        | Pres        | Reti        | Pres   | Reti   |
| ------------------- | ------------------- | ------------------- | ---------- | ---------- | --------------- | --------------- | --------------- | ------------------ | ------------------ | ------------------ | ----------- | ----------- | ----------- | ------ | ------ |
| 2020-2021           | Arsenal U-21        | -                   | -          | -          | -               | -               | -               | -                  | -                  | -                  | FLT         | 3           | 1           | 3      | 1      |
| 2021-2022           | Arsenal U-21        | -                   | -          | -          | -               | -               | -               | -                  | -                  | -                  | FLT         | 0           | 0           | 0      | 0      |
| 2022-2023           | Arsenal U-21        | -                   | -          | -          | -               | -               | -               | -                  | -                  | -                  | FLT         | 3           | 0           | 3      | 0      |
| Totale Arsenal U-21 | Totale Arsenal U-21 | Totale Arsenal U-21 | -          | -          |                 | -               | -               |                    | -                  | -                  |             | 6           | 1           | 6      | 1      |
| 2023-2024           | Rapid Bucarest      | L1                  | 16+1       | 0          | CR              | 2               | 0               | -                  | -                  | -                  | -           | -           | -           | 19     | 0      |
| 2024-2025           | Dinamo Bucarest     | L1                  | 11         | 3          | CR              | 1               | 1               | -                  | -                  | -                  | -           | -           | -           | 12     | 4      |
| 2025-2026           | Dinamo Bucarest     | L1                  | -          | -          | CR              | -               | -               | -                  | -                  | -                  | -           | -           | -           | -      | -      |
| Totale carriera     | Totale carriera     | Totale carriera     | 28         | 3          |                 | 3               | 1               |                    | -                  | -                  |             | 6           | 1           | 37     | 5      |